# Rauenthaler Baiken
Der Baiken ist eine Weinlage im Rheingau und liegt südwestlich von Rauenthal und Martinsthal, östlich von Kiedrich und nordwestlich von Eltville am Rhein. Sie gehört zur Großlage Steinmächer.

## Namensursprung
Das althochdeutsche Wort bougen für biegen hat dem Rauenthaler Baiken seinen Namen gegeben, da der Weinberg in der Beuge des Rauenthaler Berges zum Sülzbach hin liegt. Letzterer entspringt nordwestlich von Rauenthal und mündet bei Eltville in den Rhein.

## Weinlage

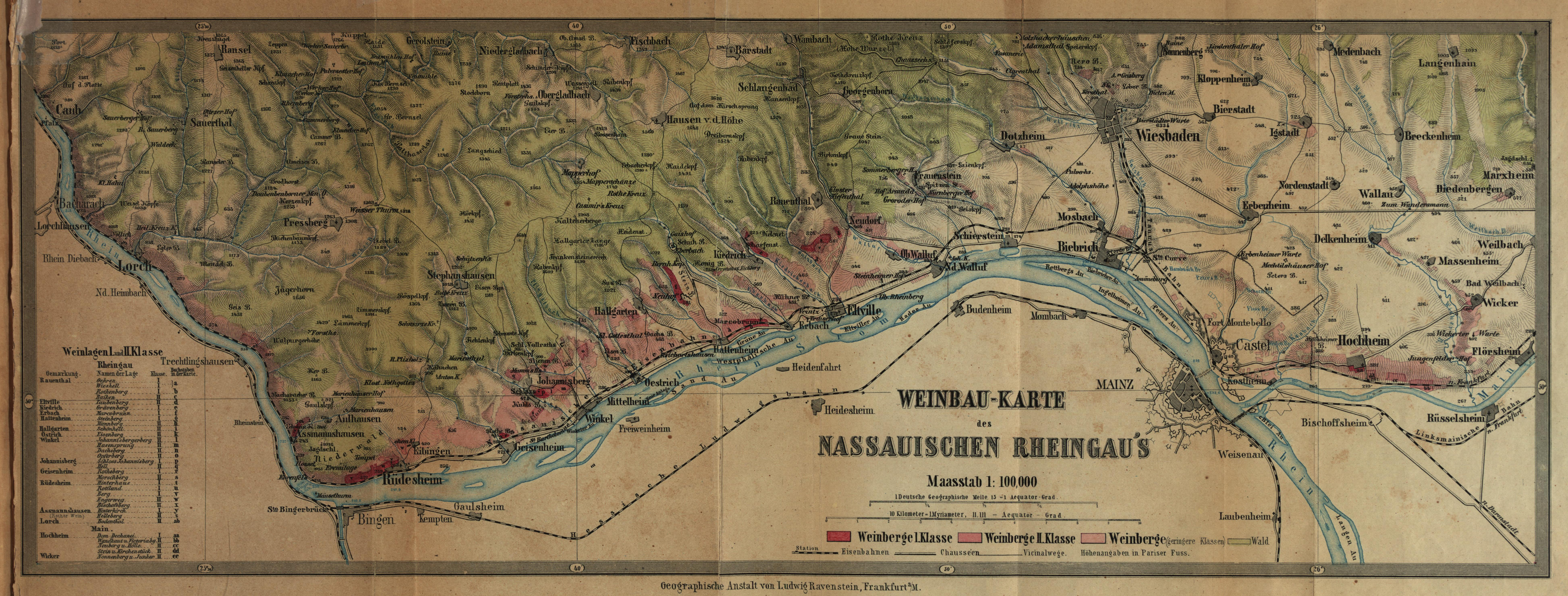
Offizielle Weinbauklassifikation des nassauischen Rheingaus von 1867

Die 15 Hektar große Rheingauer Weinlage liegt auf einer Höhe von 135 bis 170 m ü. NHN (durchschnittliche Höhe 160 m) und einer Hangneigung von 4° bis 20° (durchschnittliche Neigung 15°) an den Abhängen der Bubenhäuser Höhe und ist als steiler Südhang durch perfekte Sonneneinstrahlung und leicht erwärmbaren Untergrund geprägt. Die mittel- bis tiefgründigen und steinigen Böden, welche sich aus Schieferverwitterung, Phylliten, Quarziten und Lößlehm zusammensetzen, sorgen in den hier wachsenden Weinen für mineralische Säure und großer Aromenvielfalt.
Im Baiken befinden sich auch Gebäude des Hessischen Staatsweingutes, denn die Rauenthaler Weine besaßen bereits im ausgehenden 19. Jahrhundert Weltruf, so dass die königlich-preußische Dominialverwaltung – mit dem Erlös aus dem Verkauf des Wiesbadener Neroberges an die Stadt Wiesbaden im Jahr 1900 – das Weingut Wilhelmj in Rauenthal für 1,12 Millionen Goldmark erwarb. Der Baikenkopf ist das Filetstück der Lage Rauenthaler Baiken.
Bis zu den Änderungen durch das Weingesetz und der Aufstellung einer amtlichen Weinbergrolle für jede einzelne Gemeinde im Jahr 1971 beinhaltete die eingetragene Lage Baiken folgende alte Einzellagen, die teils auch zu anderen Gemeinden gehörten: Acker, Baiken, Hühnerberg, Steinhaufen, Tries, Wagenkehr und Wieshell.